# Frictional Games
Frictional Games è una società indipendente di videogiochi, collocata a Helsingborg, in Svezia.
Gli sviluppatori consistono in un piccolo team di base, guidato da Thomas Grip e Jens Nilsson. Alcuni ruoli chiave come la composizione musicale e la struttura progettuale sono svolte da personale esterno come Mikko Tarmia e Tom Jubert. Le versioni dei giochi di Frictional Games per Linux e macOS, invece, sono curate da Edward Rudd.
Fino ad ora la società si è occupata di videogiochi d'avventura e avventure grafiche a tema survival horror, ma ha fatto sapere che sta lavorando a nuove idee e dinamiche di gioco.
Tutti i titoli distribuiti sono stati prodotti con il motore HPL Engine. La serie Penumbra possedeva inizialmente una tecnologia di prova con finalità dimostrative.

## Contenuti sotto licenze libere
La società mostra un atteggiamento aperto e incoraggiante verso la comunità dei giocatori, fornendo all'uscita di ogni titolo strumenti e supporto tecnico per lo sviluppo di mod; ha creato inoltre un wiki apposito sul quale chiunque è invitato a caricare i propri contributi.
Il 14 maggio 2010 viene annunciata l'uscita, sotto licenze libere, del codice sorgente di Penumbra: Overture e delle librerie utilizzate per svilupparlo. Nello specifico, la maggior parte del codice è protetta dalla GNU GPL v3, ma la libreria OALWrapper e gli shader sono coperti da Zlib e i livelli e le texture da Creative Commons BY-SA 3.0.
La release è stata decisa nella speranza di fornire un servizio utile al mondo degli sviluppatori, tanto più perché, a parere della società, la prima versione di HPL disponeva di un sistema di gestione delle interazioni che all'epoca non si trovava in alcun altro gioco.

## Videogiochi distribuiti e in fase di sviluppo
- Fiend, su frictionalgames.com. URL consultato il 1º maggio 2019 (archiviato dall'url originale il 6 marzo 2019).
- Energetic, su frictionalgames.com. URL consultato il 1º maggio 2019 (archiviato dall'url originale il 17 marzo 2019).
- Penumbra (Tech demo) (2007) - Non commerciale e liberamente scaricabile
- Penumbra: Overture (2007)
- Penumbra: Black Plague (2008)
- Penumbra: Requiem (2008) - Espansione del precedente
- Amnesia: The Dark Descent (2010) - Sviluppato per PC, Xbox One, PlayStation 4 e Nintendo Switch
- Amnesia: A Machine For Pigs (2013) - Sviluppato da The Chinese Room per PC, Xbox One, PlayStation 4 e Nintendo Switch
- Soma (2015) - Sviluppato per PC, Xbox One e PlayStation 4
- Amnesia: Rebirth (2020) - Terzo capitolo della serie di Amnesia, sviluppato per PC, Xbox One e PlayStation 4
- Amnesia: The Bunker (2023) - Quarto capitolo della serie di Amnesia, sviluppato per PC, Xbox One, Xbox Series X/S e PlayStation 4